# Конституционно-правовые нормы
Конституционно-правовые нормы – это нормы, содержащиеся в источниках конституционного права и устанавливающие правила, регулирующие наиболее важные общественные отношения. 

## Особенности
К особенностям конституционно-правовых норм относится:
- регулирование наиболее общих и важных сторон жизни общества. Именно эти нормы закрепляют гражданскую, социально-экономическую, политическую и культурную основу устройства общества;

- специфический состав субъектов правоотношений: человек – народ – общество – государство;

- отсутствие классической структуры правовой нормы - если гипотеза, то диспозиция, иначе санкция.

## Виды
Исходные (отправные) нормы:
- нормы-дефиниции - это нормы, закрепляющие легальные определения терминов;
- нормы-начала - это нормы, устанавливающие основы общественных отношений;
- нормы-принципы - это нормы, устанавливающие руководящие начала, определяющие содержание и направления правового регулирования;
- определенно-установочные нормы - это нормы, определяющие целевые установки законодателя в той или иной отрасли права.

Нормы-предписания (нормы-правила поведения):
- регулятивные нормы – нормы, закрепляющие права и обязанности человека и гражданина, полномочия органов публичной власти и их должностных лиц;
- охранительные нормы – это нормы, защищающие общественные отношения от нарушений и обеспечивающие ответственность за противоправные действия.

По юридической силе:
- нормы, содержащиеся в главах 1, 2 и 9 Конституции РФ;
- нормы, содержащиеся в главах 3-8 Конституции РФ;
- нормы конституционного права, содержащиеся в ФКЗ и ФЗ;
- нормы, содержащиеся в иных источниках конституционного права.

По территории действия:
- общефедеральные нормы;
- нормы, действующие на территории отдельного субъекта РФ;
- нормы, действующие в масштабе муниципального образования.

По назначению в механизме правового регулирования:
- материальные нормы – это нормы, устанавливающие права, обязанности и ответственность участников правоотношений;
- процессуальные – это нормы, определяющие порядок применения норм материального права, регулируют процесс рассмотрения и разрешения правовых споров.

По характеру правового предписания:
- императивные нормы – это нормы, которые подлежат неукоснительному исполнению;
- диспозитивные нормы – это нормы, которые дают субъектам правоотношений возможность в определенных пределах действовать по своему усмотрению.

По форме выражения диспозиции конституционно-правовой нормы:
- управомочивающие нормы – это нормы, закрепляющие права субъектов правоотношений;
- обязывающие нормы – это нормы, устанавливающие обязанности субъектов правоотношений производить определенные действия;
- запрещающие нормы – это нормы, устанавливающие обязанность субъектов правоотношений воздерживаться от некоторых действий.

По времени действия:
- постоянные нормы – это нормы, действие которых не ограничено каким-либо сроком. Такие нормы действуют до принятия другого акта, отменяющего прежний;
- временные нормы – это нормы, действие которых ограничено определенным сроком.